# Vytautas Jurgis Bubnys
Vytautas Jurgis Bubnys (* 9. September 1932 in Čiudiškiai, Rajongemeinde Prienai; † 24. April 2021 in Vilnius) war ein litauischer Schriftsteller und Politiker.

## Leben
Nach dem Abitur 1953 an der Mittelschule Prienai absolvierte er von 1953 bis 1957 das Diplomstudium als Pädagoge der litauischen Sprache und Literatur am Pädagogischen Institut Vilnius.
Von 1957 bis 1964 war er stellvertretender Direktor der 9. Abendmittelschule Kaunas.  Von 1965 bis 1966 arbeitete er in der Redaktion als Leiter und von 1966 bis 1974 als Chefredakteur des Jugendmagazins „Moksleivis“.  Von 1992 bis 1996 war er Mitglied im Seimas.
Von 1963 bis 1989 war er Mitglied der KPdSU, ab 1988 von Sąjūdis, ab 1958 von Lietuvos rašytojų sąjunga.

## Werke (Auswahl)
- Vytautas Bubnys. „Die großen Pläne des kleinen Cäsar“, išvertė Wilhelm Plackmayer, Berlin; Weimar: leidykla „Aufbau“, 1990 m.
- Vytautas Bubnys. „U lepetu goluba“, romanas, išvertė Mirjana Bračko, Rijeka, leidykla „Društvo hrvatskih književnika“, 2004 m.
- Tuvi hõljumises: romaan (leedu keelest tõlkinud Mihkel Loodus). – Vilnius: Petro ofsetas, 2005. – 313 p. – ISBN 9955-534-94-X

## Auszeichnungen
- 1970: Literaturpreis von Komsomol
- 1970: Žemaitė-Literaturpreis
- 1974: Staatspreis der Litauischen SSR
- 1976: Pranas-Zibertas-Literaturpreis
- 1998: Gediminas-Orden, Karininko kryžius
- 2003: „Varpų“-Literaturpreis
- 2005: Gabrielė Petkevičaitė-Bitė-Literaturpreis
- 2008: Kultur- und Kunstpreis der Regierung Litauens

## Ehrungen
- 2002: Ehrenbürger der Rajongemeinde Prienai